# Crotalaria longirostrata
El chipilín (Crotalaria longirostrata) o chipile, es una planta originaria de Centroamérica perteneciente a la familia de las fabáceas. La planta contiene altas cantidades de hierro, calcio y betacaroteno. El chipilín también se conoce en el sur de México y ha llegado hasta la isla de Maui en Hawái, en donde está considerada como una especie invasora.

## Descripción

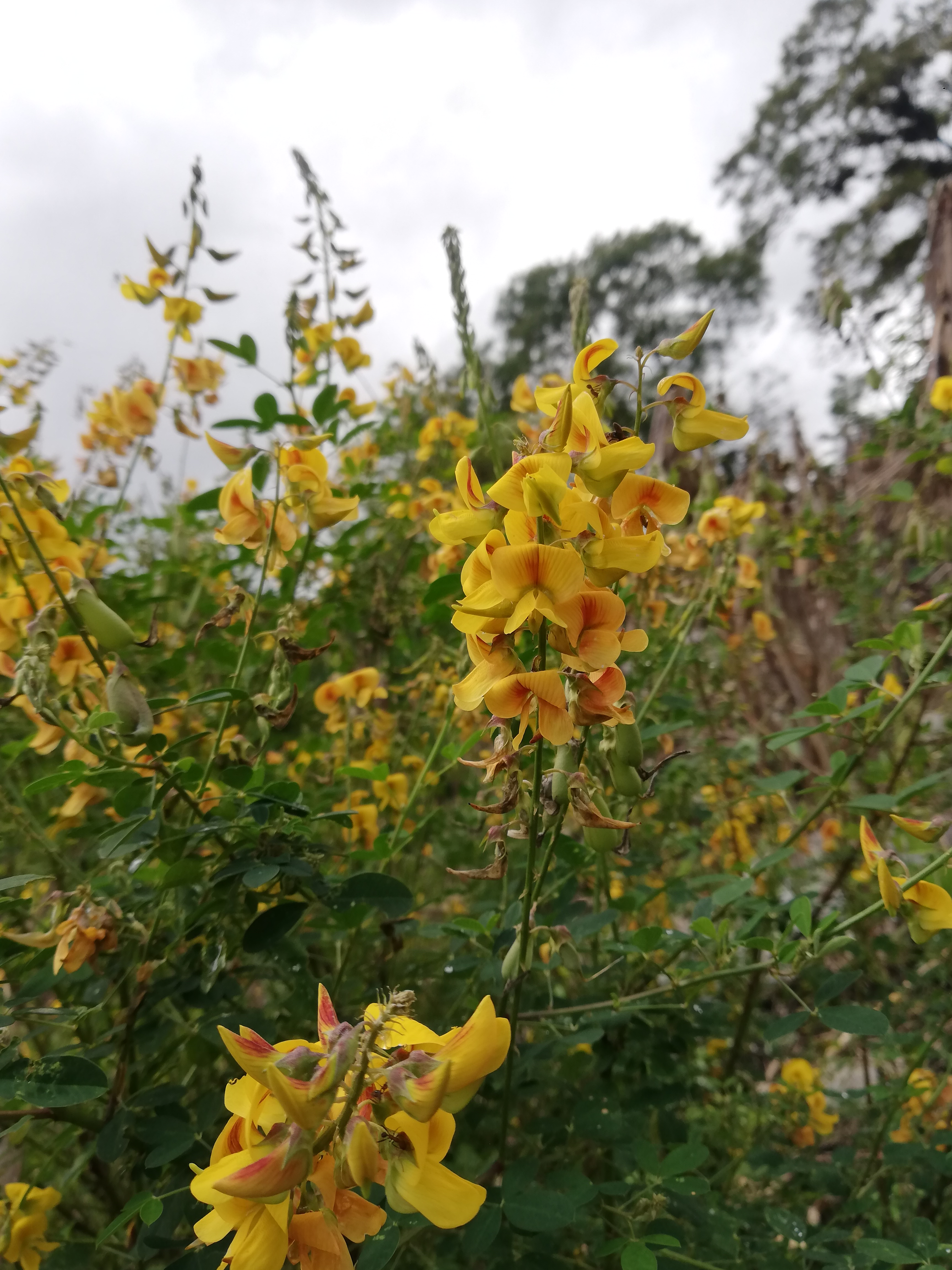

Son arbustos que alcanzan un tamaño de hasta 3 m de alto; tallos teretes, casi glabros. Folíolos 3, elípticos, 2.3–3.5 cm de largo y 1.1–1.5 cm de ancho, los laterales más pequeños, ápice agudo a redondeado, base cuneada, haz glabra, envés estriguloso; pecíolos 2.2–3.2 cm de largo, estípulas linear-triangulares y rizadas, 1.5–2 mm de largo. Inflorescencias 14–25 cm de largo, con 18–30 flores, pedicelos 5–6 mm de largo, brácteas filiformes, 3 mm de largo, bractéolas ca 1 mm de largo, por encima de la mitad del pedicelo, flores amarillas, ocasionalmente con manchas rojas; lobos del cáliz 3–5 mm de largo y 2 mm de ancho; estandarte 11–16 mm de largo y 8–10 mm de ancho, alas 11–14 mm de largo y 4–5 mm de ancho, quilla 12–16 mm de largo y 8–11 mm de ancho, con un rostro muy prolongado e incurvado distalmente. Legumbres 1.8–1.9 cm de largo, pubescentes, cafés; semillas reniformes, cafés.

## Usos

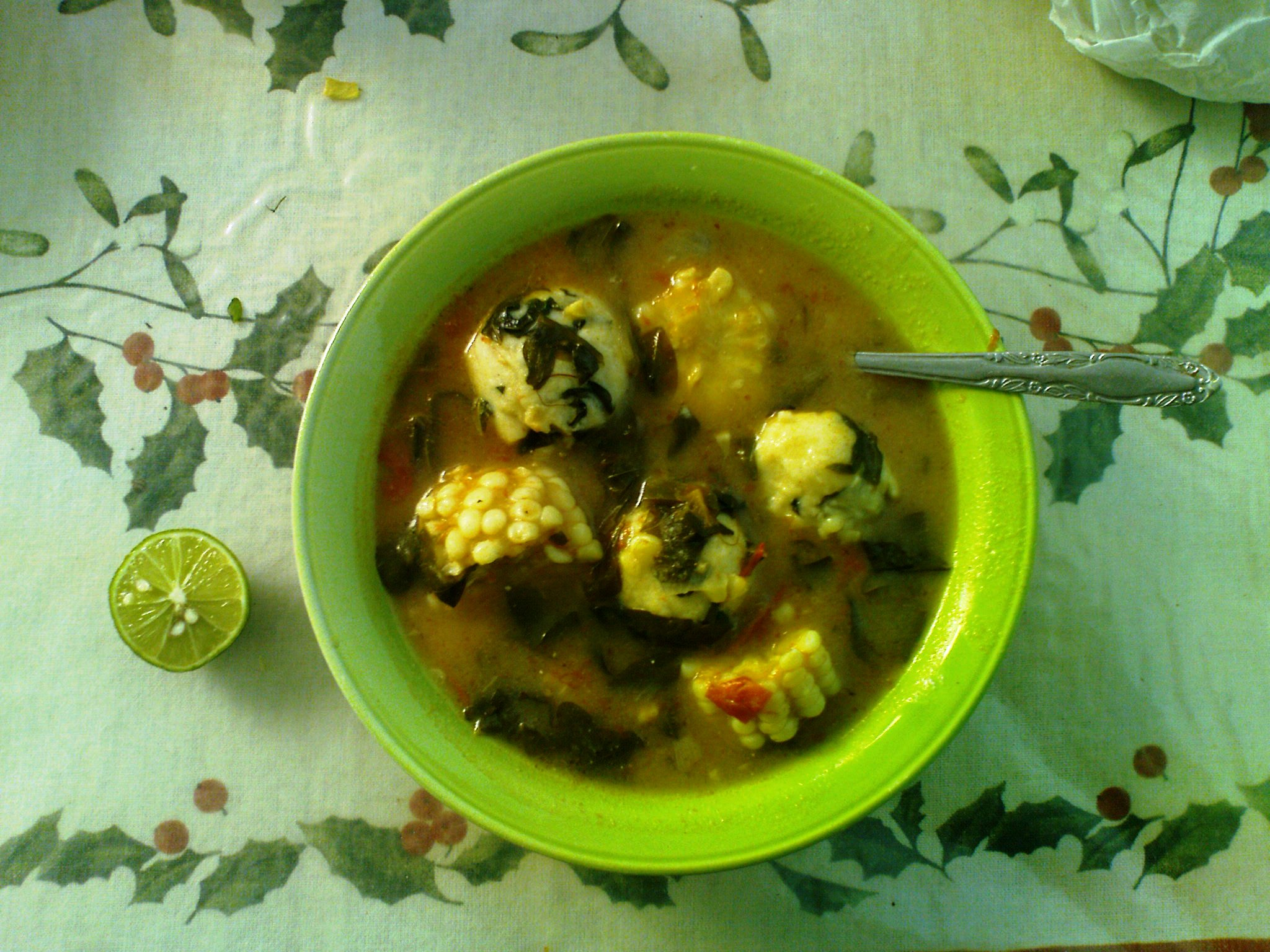
Caldo de bolitas, chipilín y elote, en Chiapa de Corzo.

Con el chipilín se pueden cocinar diferentes platillos, según la región. En El Salvador, son muy populares las sopas con chipilín, sopa de huevo con chipilín, sopa de pollo con chipilín, sopa de res con chipilín y tamales de masa de maíz y chipilín rellenos de frijoles. En Guatemala, son preparados con esta planta los tamalitos de chipilín: tamales de masa de maíz revuelta con la hoja de chipilín, que generalmente se mezcla con carne deshebrada de puerco o pollo y que se envuelven en hojas de plátano o de mazorca (tuza).[cita requerida]
En Chiapas, hacen el tamal de chipilín relleno de queso, de pollo o de ambos. También en Chiapas se hace un caldo con esta hierba, añadiéndole camarón seco y bolas de masa frita. El chipilín se usa mucho en el estado de Chiapas y se vende en las calles de muchas ciudades. Tradicionalmente, en Tabasco se preparan también con masa de maíz y envueltos en hojas de plátano, muy populares sobre todo en la subregión de la Chontalpa.[cita requerida]

## Propiedades
Algunas plantas de la familia de las crotalarias son tóxicas. Ha habido casos de envenenamiento al ingerir otra planta en confusión por el parecido al chipilín. En Australia, está prohibida la importación de chipilín.[cita requerida]
Medicinales
El cocimiento de las hojas se usa por vía oral para el tratamiento de blenorragia, insomnio y reumatismo. Por vía tópica, el cocimiento de tallos y frutos se usa para lavados. El zumo de la planta cruda se aplica como cataplasmas y emplastos para la curación de heridas en corto tiempo. La decocción de la raíz se usa para tratar pacientes con alcoholismo e insomnio.[cita requerida]
A las hojas se les atribuyen propiedades hipnóticas, mineralizantes, narcóticas, purgantes y vomitivas.[cita requerida]

## Taxonomía
Crotalaria longirostrata fue descrita por Hook. & Arn. y publicado en The Botany of Captain Beechey's Voyage 285. 1841[1838].

## Nombres comunes
- Nombres populares en Guatemala: chipilín de caballo, chipilín de zope, chop (en Huehuetenango).[4]
- Nombre popular en Chiapas: chipilín.
- Nombre popular en Oaxaca: chepil.
- Nombre popular en Guerrero: chipil.